# Síndrome de Sebastian
El síndrome de Sebastian  es una enfermedad hereditaria poco frecuente que se estudia en la especialidad de hematología. Se caracteriza por disminución del número de plaquetas en sangre (plaquetopenia). Las plaquetas son de tamaño mayor al normal (plaquetas gigantes) y al microscopio se observan unas inclusiones características en los leucocitos que se denominan cuerpos de Döhle. El síntoma principal es mayor predisposición a las hemorragias.
Actualmente (2025) las siguientes afecciones, que antes se consideraban independientes, ahora se sabe que forman parte de la trombocitopenia relacionada con MYH9 (MYH9RD):
- Síndrome de Epstein
- Síndrome de Fechtner
- Anomalía de May-Hegglin y
- Síndrome de Sebastian.

## Historia
La primera descripción se realizó en el año 1990 por Greinacher.

## Genética
La mutación que causa el mal está localizada en un gen situado en el cromosoma 22 (22q12.3-q13.2)2 que codifica una cadena pesada de la miosina no muscular, la mutación provoca una alteración en el citoesqueleto de las plaquetas que ocasiona una disminución en su deformabilidad.

## Herencia
El síndrome se hereda según un patrón autosómico dominante.

## Síntomas
Los pacientes afectos del síndrome de Sebastian son asintomáticos en general, presentan disminución del número de plaquetas en sangre que oscilan entre 20.000 y 120.000 (plaquetopenia) y una mayor propensión a la aparición de hemorragias de carácter leve. Esta circunstancia puede ocasionar complicaciones si la persona se somete a una intervención quirúrgica.

## Diagnóstico diferencial
El trastorno guarda muchas similitudes con la anomalía de May-Hegglin y el síndrome de Fechtner. Debido a que el síndrome de Sebastian comparte con otros síndromes la alteración en el gen MYH9, se considera que el síndrome de Epstein, el síndrome de Fechtner, la anomalía de May-Hegglin y el síndrome de Sebastián no son más que diferentes expresiones fenotípicas, de un procesó único. En conjunto todos estos síndromes han sido denominados trastornos relacionados con MYH9 (MYH9RD), los cuales presentan como características comunes la existencia de plaquetas grandes y trombocitopenia presente desde el nacimiento.

## Tratamiento
En general no es preciso tratamiento salvo cuando el paciente va a ser sometido a algún tipo de cirugía. En estas circunstancias puede ser necesaria una transfusión plaquetaria.